# Sesvete
Sesvete su naselje u sastavu Grada Zagreba i dio zagrebačke gradske aglomeracije, a također isto ime nosi gradska četvrt u sastavu Grada Zagreba. Poštanski broj je 10360.

## Gradska četvrt Sesvete
Sesvete tvore najistočniju gradsku četvrt upravnoga područja Grada Zagreba, koja se proteže na 16 523,8 ha ili 165,24 km² te zauzima nešto manje od petine prostora Grada Zagreba. Najveća je gradska četvrt Grada Zagreba.
Sa zapadne strane graniči s gradskim četvrtima Gornjom Dubravom i Donjom Dubravom, na jugu s Peščenicom – Žitnjakom, na sjeveru s Krapinsko-zagorskom županijom, na istoku s Gradom Dugo Selo, na jugoistoku s Općinom Rugvicom, te na sjeveroistoku s Gradom Sveti Ivan Zelina točnije s Donjom Zelinom.
Naselja Gradske četvrti Sesvete:
- Adamovec
- Belovar
- Blaguša
- Budenec
- Cerje
- Dobrodol
- Drenčec
- Dumovec
- Đurđekovec
- Gajec
- Gajišće
- Glavničica
- Glavnica Donja
- Glavnica Gornja
- Goranec
- Jesenovec
- Kašina
- Kašinska Sopnica
- Kučilovina
- Lužan
- Markovo Polje
- Moravče
- Paruževina
- Planina Donja
- Planina Gornja
- Popovec
- Prekvršje
- Prepuštovec
- Sesvete
- Soblinec
- Šašinovec
- Šimunčevec
- Vugrovec Donji
- Vugrovec Gornji
- Vurnovec
- Žerjavinec

Kvartovi unutar naselja Sesvete:
- Jelkovec
- Kobiljak
- Kraljevečki Novaki
- Luka
- Novo Brestje
- Novi Jelkovec
- Staro Brestje
- Sesvetski Kraljevec
- Selčina
- Sesvetska Sela
- Sesvetska Selnica
- Sesvetska Sopnica

## Vijeće gradske četvrti Sesvete
- predsjednik: nije izabran
- potpredsjednik: nije izabran

Vijeće gradske četvrti Sesvete ima 19 zastupnika.
| lista | lista                                                                  | nositelj liste      | glasovi | postotak | mandati |
| ----- | ---------------------------------------------------------------------- | ------------------- | ------- | -------- | ------- |
|       | Možemo! – SDP                                                          | Nives Curić         | 5805    | 24,07 %  | 5 / 19  |
|       | HDZ – Domovinski pokret – HSU – HSS                                    | Dražen Markota      | 4608    | 19,11 %  | 4 / 19  |
|       | NL Marija Selak Raspudić                                               | Bruno Prelec        | 3019    | 12,52 %  | 3 / 19  |
|       | Zagreb United                                                          | Ivan Dokša          | 2838    | 11,77 %  | 2 / 19  |
|       | Blok umirovljenici zajedno – Plavi grad                                | Ivica Lovrić        | 2461    | 10,20 %  | 2 / 19  |
|       | Projekt Domovina                                                       | Ines Sosa Meštrović | 2101    | 8,71 %   | 2 / 19  |
|       | Jedino Hrvatska! – Domino – Hrvatski suverenisti – Blok za Hrvatsku    | Anto Jurakić        | 1457    | 6,04 %   | 1 / 19  |
|       | NL Pavle Kalinić – Stranka umirovljenika – Umirovljenici zajedno – ZDS | Mladen Latin        | 967     | 4,01 %   | 0 / 19  |
|       | Kandidacijska lista grupe birača                                       | Damir Kostanjski    | 632     | 2,62 %   | 0 / 19  |
|       | Hoćemo pravedno – Pokret za modernu Hrvatsku                           | Dragica Trumbetaš   | 222     | 0,92 %   | 0 / 19  |

## Povijest
Sustavna arheološka istraživanja, što ih od 1976. kontinuirano provodi Muzej Prigorja Sesvete, iz dana u dan upotpunjuju sliku najstarije prošlosti sesvetskog prostora. Uz brojna nalazišta iz brončanog i željeznog doba te antike, osobito su značajni nalazi na višeslojnom arheološkom lokalitetu Kuzelin kod Glavnice Donje, sjeverno od Sesveta. Tu su, osim predmeta iz već spomenutih ranijih razdoblja, nađeni i artefakti iz keltskolatenskog vremena, do nedavnih nalaza s Gornjega grada jedini takve vrste na području Zagreba: fibule, srebrni novac, luksuzna grafitna i smeđepolirana keramika te ostaci utvrde na uzvisini od 511 metara. Najvažniji nalazi, ipak, potječu iz doba antike i seobe naroda, 4. – 6. st., zasad jedini na ovom području. Pretpovijesna i srednjecarska gradina na Kuzelinu u to se vrijeme obnavlja novim kamenim fortifikacijama i pristupnim rampama. Tu se sklanjaju posljednji Rimljani na tlu Zagreba koji grade drvene kuće vapnenih podova, prekrivene slamom. Kasnije dolazi i vojna posada koja štiti najkraći strateški put između Podunavlja i Jadrana.
Sesvetsko prigorje vjerojatno je već od ranoga srednjeg vijeka pripadalo staroslavenskoj (hrvatskoj) župi Moravče koja, osnivanjem Zagrebačke biskupije i županije, ulazi u njene međe. Godine 1242. ova se plemenska župa izdvaja iz Zagrebačke županije i postaje samostalnom županijom ili okrug Moravče.
Na prvi dosad poznati pisani trag naselja i posjeda u Sesvetskom Prigorju nailazimo u Povelji kralja Emerika, iz 1201., u kojoj se spominje posjed zagrebačkog biskupa – Vugrovec (predii Vgra). Najstarije je naselje na tom prostoru selo Kašina koje se spominje već 1217. u Povelji kralja Andrije. Selo Sesvete i tamošnja crkva Svih Svetih prvi se put spominju u Povelji kralja Karla Roberta 1328. U pisanim dokumentima iz 15. i 16. stoljeća navode se imena naselja: Adamovec, Belovar, Moravče, Jesenovec, Planina, Šašinovec, Kraljevec (dodatak Sesvetski dobiva tek potkraj 19. stoljeća), Prepuštovec i Jelkovec.
Sesvete 1457. od kralja Matije Korvina dobivaju sajamski privilegij – imaju pravo održavanja četiri sajma godišnje te trga (tržnice) svakoga tjedna. Prema popisu dike, kraljevskog poreza, 1601. Sesvete imaju 107 kuća. No, broj stanovnika toga sela sljedećih se godina smanjuje pa je 1786. zabilježeno samo 15 kuća. Broj kuća jednak je i 1866. kada u njima živi ukupno 169 ljudi.  
Škola u Sesvetama (Pučka učiona Sesvete) započela je radom 1865/66. Obilježja značajnog industrijskog središta naselje Sesvete počinje poprimati potkraj 19. stoljeća. U srpnju 1879. počela je gradnja Tvornice mesnate robe i masti d.d. u Sesvetah, a koju 1921. preuređuju Kata Rabus i sin. Iz male destilacije špirita obitelji Badel, na početku 20. stoljeća razvilo se veliko poduzeće za proizvodnju alkohola koje postoji i danas.
Sesvete su 1934/35. priključene na Zagrebačku električnu centralu.
Prometno značenje Sesveta i njegove okolice, u osnovi određeno zemljopisnim položajem, već je u drugoj polovici 19. stoljeća bitno poraslo obnovom stare “vojničke” ceste od Sesveta preko Kašine do Laza na zagorskoj strani Medvednice (1878./79., u vrijeme banovanja Ivana Mažuranića) i gradnjom željezničke pruge Zagreb – Budimpešta (1870.). Tijekom prošloga stoljeća, pak, taj je prostor ispresijecan brojnim cestama od ogromne važnosti za prometnu povezanost Zagreba s njegovom okolicom i mnogo širim prostorom. Počelo je betoniranjem cesta Zagreb – Dugo Selo (uoči II. svjetskog rata) i Sesvete – Sv. Ivan Zelina (početkom četrdesetih godina), nastavilo se gradnjom stare ceste Zagreb – Beograd (nakon II. svjetskog rata), zatim gradnjom autoceste Zagreb – Lipovac i Zagrebačke obilaznice, a zasad završilo gradnjom početne dionice autoceste Popovec – Goričan.
U drugoj polovici četrdesetih godina prošloga stoljeća područje današnje gradske četvrti podijeljeno je između Kotara Zagreb i Kotara Sv. Ivan Zelina. Zagrebačkom kotaru pripadaju tadašnji mjesni narodni odbori: Cerje, Kašina, Markovo Polje, Planina, Prekvršje, Sesvete, Sesvetski Kraljevec, Šašinovec, Vugrovec i Vurnovec. Sjeveroistočni dio područja, koji obuhvaća naselja Adamovec, Belovar, Donja Glavnica, Donji Adamovec, Gornja Glavnica, Jesenovec, Lužan i Moravče, u sastavu je Kotara Sv. Ivan Zelina. Godine 1952. većina naselja Sesvetskog prigorja grupirana je u tri općine u sastavu Kotara Zagreb: Kašina, Sesvete i Šašinovec. Općina Belovar – Moravče, pak, sastavljena je od sesvetsko-prigorskih naselja u okviru zelinskog kotara. Općina Sesvete koja je obuhvaćala cijelo područje današnje gradske četvrti i područje Dupca, danas u sastavu Gornje Dubrave, osnovana je 1955. kao jedna od općina proširenog Kotara Zagreb. Sedam godina kasnije Sesvete postaju općinom užega gradskog područja, ali 1967., kada se općine užega gradskog područja spajaju u jedinstveni Grad Zagreb, ostaju izvan Grada kao samostalna općina. Od 1975. sesvetska je općina u sastavu Zajednice općina Zagreb, “zagrebačkog prstena”, a 1982. postaje jednom od 14 općina Gradske zajednice općina Zagreb. Općina Sesvete, kao i druge zagrebačke općine, prestala je postojati 31. prosinca 1990.
Područje današnje gradske četvrti Sesvete do 1994. je bilo podijeljeno na 42 mjesne zajednice: Adamovec, Belovar, Blaguša, Centar, Cerje, Dobrodol, Dumovec, Đurđekovec, Gajec, Gajišće, Glavnica Donja, Glavnica Gornja, Goranec, Jelkovec, Jesenovec, Kašina, Kašinska Sopnica, Kobiljak, Kraljevečki Novaki, Kučilovina, Luka, Lužan, Moravče, Novo Brestje, Paruževina, Planina Donja, Planina Gornja, Popovec, Prekvršje, Prepuštovec, Sesvetska Sela, Sesvetska Selnica, Sesvetska Sopnica, Sesvetski Kraljevec, Soblinec, Staro Brstje, Šašinovec – Šija vrh, Šimunčevec, Vugrovec Donji, Vugrovec Gornji, Vurnovec i Žerjavinec.
U veljači 2009. na području Gradske četvrti Sesvete osnovano je 46 mjesnih odbora.

## Kulturne znamenitosti
Prepoznatljiv i najpoznatiji dio Sesveta je stara barokna crkva Svih Svetih po kojoj je od srednjeg vijeka i cijelo okolno naselje dobilo svoje kajkavsko ime. Osim toga su Sesvete zavičaj najpoznatijeg kajkavskog pjesnika Dragutina Domjanića i Marijana Badela. Glavne su kulturne ustanove u Sesvetama:
- Muzej Prigorja
- Knjižnica Sesvete
- Narodno sveučilište Sesvete

## Promet
Glavnina javnog prijevoza odvija se gradskom željeznicom sa stanicama Sesvete i Sesvetski Kraljevec i autobusima ZET-a
Gradska četvrt Sesvete povezana je s ostalim kvartovima grada sljedećim autobusnim linijama:
- 212 Dubec – Sesvete
- 224 Dubec – Novoselec
- 225 Kozari Bok – Sesvete
- 269 Borongaj – Sesvetski Kraljevec
- 279 Dubec – Novi Jelkovec
- 281 Glavni kolodvor – Novi Jelkovec

Linije koje povezuju autobusni terminal i željezničku postaju Sesvete s ostalim dijelovima gradske četvrti su:
- 275 Sesvete – Sesvetska Sopnica
- 277 Sesvete – Sesvetska Selnica
- 278 Sesvete – Sesvetska Sela – Kraljevečki Novaki
- 282 Sesvete – Novi Jelkovec
- 283 Sesvete – Badelov brijeg
- 284 Sesvete – Ivanja Reka

Ostale linije koje povezuju naselja u sastavu gradske četvrti Sesvete jesu sljedeće:
- 261 Dubec – Sesvete – Goranec
- 262 Dubec – Sesvete – Planina Donja
- 263 Dubec – Sesvete – Kašina (– Planina Gornja)
- 264 Dubec – Sesvete – Jesenovec
- 267 Dubec – Markovo Polje
- 270 Dubec – Sesvete – Blaguša
- 271 Dubec – Sesvete – Glavnica Donja
- 272 Dubec – Sesvete – Moravče
- 273 Dubec – Sesvete – Lužan
- 274 Dubec – Sesvete – Laktec
- 276 Kvaternikov trg – Ivanja Reka – Dumovec
- 280 Dubec – Sesvete – Šimunčevec

## Obrazovanje
- škole:
  - Gimnazija Sesvete
  - Srednja škola Jelkovec
  - OŠ Brestje
  - OŠ Ivana Granđe
  - OŠ Jelkovec
  - OŠ Luka
  - OŠ Sesvete
  - OŠ Sesvetska Sela
  - OŠ Sesvetska Sopnica
  - OŠ Sesvetski Kraljevec
  - OŠ Vugrovec – Kašina
- vrtići: 
  - Dječji vrtić „Šegrt Hlapić”
  - Dječji vrtić Sesvete
  - Dječji vrtić Markuševec - Sesvete
  - Dječji vrtić Buba Mara
  - Dječji vrtić Leptir
  - Dječji vrtić Mačak Paško
  - Dječji vrtić Smjehuljica
  - Dječji vrtić Zvončica
  - Dječji vrtić Palčica

## Stanovništvo
Gradska četvrt Sesvete je najmnogoljudnija gradska četvrt Grada Zagreba. Prema popisu stanovništva 2011. godine u gradskoj četvrti Sesvete živjelo je 70 009 stanovnika. Od toga u naselju Sesvete živi 54 085, a u ostalim naseljima gradske četvrti živi 19 196 stanovnika. Prosječna starost stanovnika iznosila je 37,8 godina čime je Sesvete najmlađa gradska četvrt grada Zagreba. Broj kućanstava iznosio je 22 512, a broj stanova 30 256. Sesvete bilježi rast stanovnika već zadnjih 150 godina. Zadnjih dvadesetak godina broj stanovnika se udvostručuje većinom zbog doseljavanja.
| broj stanovnika | 1047  | 1224  | 1345  | 1611  | 1863  | 1915  | 2102  | 2505  | 2898  | 3522  | 5815  | 15683 | 28340 | 35337 | 44914 | 54085 | 55313 |
|                 | 1857. | 1869. | 1880. | 1890. | 1900. | 1910. | 1921. | 1931. | 1948. | 1953. | 1961. | 1971. | 1981. | 1991. | 2001. | 2011. | 2021. |

## Šport
- NK Sesvete
- Boksački klub Sesvete[6]
- Taekwondo klub „Orion”
- Hrvački klub Sesvete
- Muški rukometni klub Sesvete
- Rukometni klub Sesvete-Agroproteinka (žene)
- Košarkaški klub Sesvete
- Krav Maga Sesvete
- BHC Sesvete[7]

Od 1979. održava se malonogometni turnir TNT Popovec, a od 2001. malonogometni Ožujsko kup Sesvete.

## Poznate osobe
- Dragutin Domjanić, pravnik i pjesnik
- Igor Vori, rukometaš
- Filip Hrgović, boksač
- Mateo Kovačić, nogometaš
- Luka Plantić, boksač
- Lucija Bešen, rukometašica
- Rudolf Barišić, povjesničar

## Vanjske poveznice
- Službene stranice grada Zagreba
- Službena web stranica Gradske četvrti